# Andris Riché
Andris Riché, de son vrai nom Riché Andris, né le 15 septembre 1947 à Dame Marie dans le département de Grand'Anse, est un homme politique et sénateur haïtien, président du Sénat de la République du 29 janvier 2015 au 14 février 2016.

## Biographie
Andris Riché est un pasteur. Devenu sénateur de la Grand'Anse, le 26 avril 2016 après avoir été vice-président du Sénat, il en devient le président le 29 janvier 2015.